# Wálter Flores
Wálter Alberto Flores Condarco (Oruro, 29 oktober 1978) is een Boliviaanse voetballer die sinds 2009 als verdedigende middenvelder bij Club Bolívar speelt.

## Interlandcarrière
Onder leiding van bondscoach Ramiro Blacutt maakte Flores zijn debuut voor het Boliviaans voetbalelftal in 2004. Hij speelde sindsdien in totaal 31 interlands en scoorde één keer voor La Verde.

## Erelijst
Club Bolívar
- Liga de Boliviano

2009, 2011, 2013